# Gross-Titlis-backen

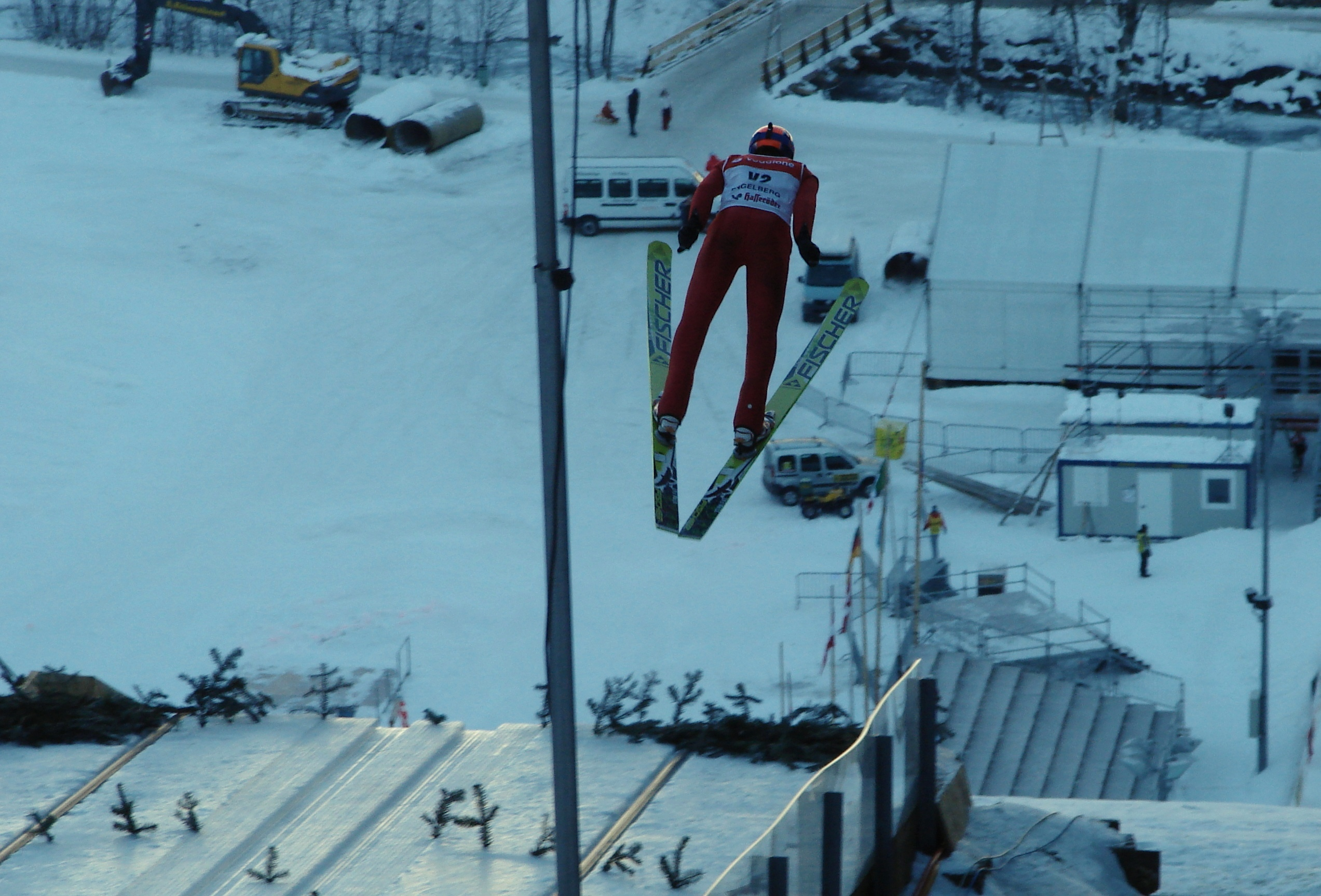
Backhoppare i Gross-Titlis-backen 2007.

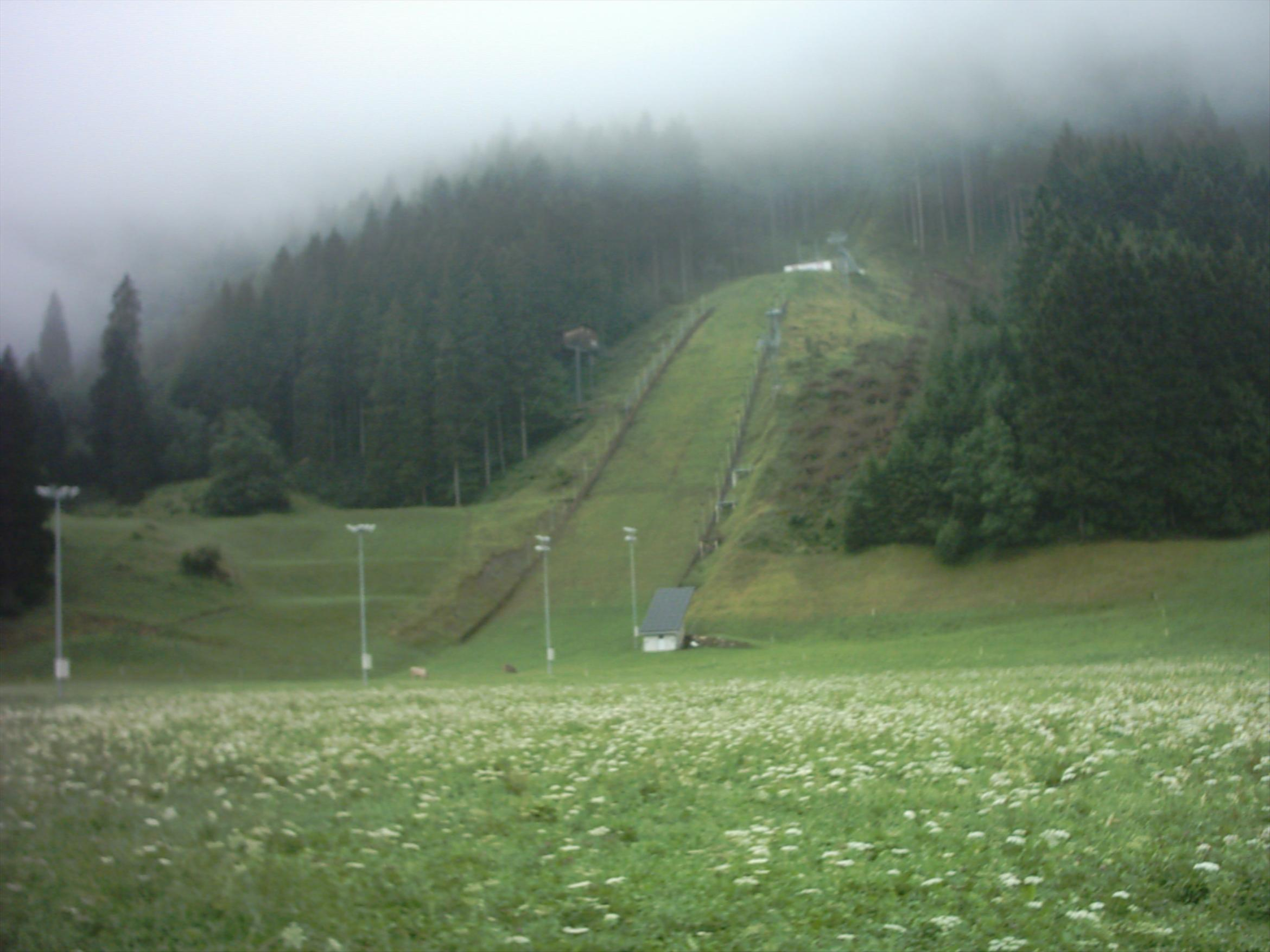
Gross-Titlis-backen sommaren 2003

Gross-Titlis-backen (tyska: Gross-Titlis-Schanze = Stora Titlis-backen) är en backhoppningsarena vid berget Titlis i Engelberg kommun i schweiziska kantonen Obwalden. Den kritiska punkten är 125 meter (K125) och Gross-Titlis-backen är er den största hoppbacken i Schweiz.

## Historia
Den första hoppbacken i Engelberg, Sandrain-backen, stod klar redan 1907. Den blev snabbt omodern och den första Titlis-backen byggdes under 1920-talet. Fyra år efter att Titlis-backen invigdes, byggdes den om. Flera svåra olyckor i backen, bland annat där en backhoppare omkom, gjorde att man bättrade på backen. Sandrain-backen och Titlis-backen byggdes om moderniserades flera gånger de närmaste årtiondena, men backarna nådde aldrig upp till tidens standard. 
En ny backe byggdes 1964, Lilla-Titlis-backen (tyska: Klein-Titlis-Schanze) med kritiska punkten 62 meter (K62). Arenan var utrustad med strålkastare, och internationella kvällstävlingar arrangerades. Snart stod även en lite mindre backe (K36) klar i anläggningen.
Mot slutet av 1960-talet beslöt Unterwasser i Sankt Gallen at dra sig ur Schweiziska backhopparveckan och Engelberg grep chansen. En ny backe byggdes och 1971 stod Gross-Titlis-backen klar. Den nya backen blev invigd med en tävling i Schweiziska backhopparveckan. Sepp Zehnder (Schweiz) blev historisk då han i sitt andra hopp nådde 102 meter. Han blev den första till att hoppa över 100 meter i Schweiz.
Världsmästerskapen i nordisk skidsport 1984 bestod av lagtävlingar med backhoppning i Engelberg och nordisk kombination i  Rovaniemi, Finland,  eftersom grenarna inte fanns med vid olympiska vinterspelen 1984 i Sarajevo. Redigerar Gross-Titlis-backen blev igjen ommbyggd till VM-tävlingen. Backprofilen moderniserades 2001 och de hittills sista förbätringarna gjordes 2006.

## Backrekord
Officiellt backrekord är 141 meter, satt av Janne Ahonen (Finland) i Världscupen 18 december 2004, och av Simon Ammann (Schweiz) i Världscupen 20 december 2009. I Kontinentalcupen hoppade emellertid Sigurd Pettersen (Norge) 142 meter 28 december 2008.

## Världscuptävlingar
Inkluderar också VM-laghoppning 1984.
| Dato             | Vinner                                                               | Andre                                                                | Tredje                                                                  | Anmärkningar           |
| ---------------- | -------------------------------------------------------------------- | -------------------------------------------------------------------- | ----------------------------------------------------------------------- | ---------------------- |
| 2 mars 1980      | Toni Innauer                                                         | Johan Sætre                                                          | Hansjörg Sumi                                                           |                        |
| 25 januari 1981  | Per Bergerud                                                         | Armin Kogler                                                         | Pentti Kokkonen                                                         |                        |
| 31 januari 1982  | Klaus Ostwald                                                        | Massimo Rigoni                                                       | Armin Kogler                                                            |                        |
| 30 januari 1983  | Per Bergerud                                                         | Jeff Hastings                                                        | Stefan Stannarius                                                       |                        |
| 12 februari 1984 | Finland Markku Pusenius Pentti Kokkonen Jari Puikkonen Matti Nykänen | Östtyskland Ulf Findeisen Matthias Buse Klaus Ostwald Jens Weissflog | Tjeckoslovakien Ladislav Dluhoš Vladimír Podzimek Jiří Parma Pavel Ploc | Lag-VM                 |
| 17 februari 1985 | Jens Weissflog                                                       | Ernst Vettori                                                        | Ladislav Dluhoš                                                         |                        |
| 23 februari 1986 | Andreas Felder                                                       | Matti Nykänen                                                        | Vegard Opaas                                                            |                        |
| 24 januari 1988  | Jens Weissflog                                                       | Matti Nykänen                                                        | Andreas Felder                                                          |                        |
| 12 februari 1990 | Franci Petek Ari-Pekka Nikkola                                       |                                                                      | Andi Rauschmeier Primož Ulaga                                           |                        |
| 19 januari 1992  | Andreas Felder                                                       | Stefan Zünd                                                          | Werner Rathmayr                                                         |                        |
| 19 december 1993 | Janne Ahonen                                                         | Sylvain Freiholz                                                     | Bjørn Myrbakken                                                         |                        |
| 14 januari 1995  | Roberto Cecon                                                        | Janne Ahonen                                                         | Jani Soininen                                                           |                        |
| 15 januari 1995  | Roberto Cecon                                                        | Andreas Goldberger                                                   | Janne Ahonen                                                            |                        |
| 13 januari 1996  | Jani Soininen                                                        | Jin’ya Nishikata                                                     | Andreas Goldberger                                                      |                        |
| 14 januari 1996  | Andreas Goldberger                                                   | Reinhard Schwarzenberger                                             | Espen Bredesen                                                          |                        |
| 11 januari 1997  | Primož Peterka                                                       | Dieter Thoma                                                         | Adam Małysz                                                             |                        |
| 12 januari 1997  | Primož Peterka                                                       | Janne Ahonen                                                         | Jani Soininen                                                           |                        |
| 20 december 1997 | Andreas Widhölzl                                                     | Stefan Horngacher                                                    | Janne Ahonen                                                            |                        |
| 21 december 1997 | Masahiko Harada                                                      | Primož Peterka                                                       | Stefan Horngacher                                                       |                        |
| 9 januari 1999   | Janne Ahonen                                                         | Kazuyoshi Funaki                                                     | Martin Schmitt Noriaki Kasai                                            |                        |
| 10 januari 1999  | Kazuyoshi Funaki                                                     | Andreas Widhölzl                                                     | Noriaki Kasai                                                           |                        |
| 8 januari 2000   | Martin Schmitt                                                       | Janne Ahonen                                                         | Andreas Widhölzl                                                        |                        |
| 9 januari 2000   | Martin Schmitt                                                       | Sven Hannawald                                                       | Janne Ahonen                                                            |                        |
| 16 december 2000 | Inställd                                                             | Inställd                                                             | Inställd                                                                | Inställd               |
| 17 december 2000 | Inställd                                                             | Inställd                                                             | Inställd                                                                | Inställd               |
| 15 december 2001 | Stephan Hocke                                                        | Sven Hannawald                                                       | Matti Hautamäki                                                         |                        |
| 16 december 2001 | Adam Małysz                                                          | Simon Ammann                                                         | Martin Koch                                                             |                        |
| 21 december 2002 | Janne Ahonen                                                         | Mathias Hafele                                                       | Sven Hannawald                                                          |                        |
| 22 december 2002 | Sven Hannawald                                                       | Andreas Widhölzl                                                     | Andreas Goldberger                                                      |                        |
| 20 december 2003 | Roar Ljøkelsøy                                                       | Janne Ahonen                                                         | Martin Höllwarth                                                        |                        |
| 21 december 2003 | Inställd                                                             | Inställd                                                             | Inställd                                                                | Inställd               |
| 18 december 2004 | Janne Ahonen                                                         | Thomas Morgenstern                                                   | Jakub Janda                                                             |                        |
| 19 december 2004 | Janne Ahonen                                                         | Jakub Janda                                                          | Martin Höllwarth                                                        |                        |
| 17 december 2005 | Inställd                                                             | Inställd                                                             | Inställd                                                                | Inställd               |
| 18 december 2005 | Jakub Janda                                                          | Michael Uhrmann                                                      | Andreas Kofler                                                          |                        |
| 16 december 2006 | Gregor Schlierenzauer                                                | Anders Jacobsen                                                      | Adam Małysz                                                             |                        |
| 17 december 2006 | Anders Jacobsen                                                      | Simon Ammann                                                         | Gregor Schlierenzauer                                                   |                        |
| 22 december 2007 | Thomas Morgenstern                                                   | Andreas Kofler                                                       | Tom Hilde                                                               |                        |
| 23 december 2007 | Andreas Küttel                                                       | Gregor Schlierenzauer                                                | Thomas Morgenstern                                                      |                        |
| 20 december 2008 | Simon Ammann                                                         | Wolfgang Loitzl                                                      | Gregor Schlierenzauer                                                   |                        |
| 21 december 2008 | Gregor Schlierenzauer                                                | Wolfgang Loitzl                                                      | Simon Ammann                                                            |                        |
| 18 december 2009 | Simon Ammann                                                         | Gregor Schlierenzauer                                                | Thomas Morgenstern                                                      | Flyttad från Harrachov |
| 19 december 2009 | Gregor Schlierenzauer                                                | Simon Ammann                                                         | Andreas Kofler                                                          |                        |
| 20 december 2009 | Simon Ammann                                                         | Bjørn Einar Romøren                                                  | Daiki Itō                                                               |                        |
| 17 december 2010 | Thomas Morgenstern                                                   | Andreas Kofler                                                       | Wolfgang Loitzl                                                         | Flyttad från Harrachov |
| 18 december 2010 | Thomas Morgenstern                                                   | Adam Małysz                                                          | Matti Hautamäki                                                         |                        |
| 19 december 2010 | Andreas Kofler                                                       | Thomas Morgenstern                                                   | Adam Małysz                                                             |                        |
| 17 december 2011 | Anders Bardal                                                        | Martin Koch                                                          | Thomas Morgenstern                                                      |                        |
| 18 december 2011 | Andreas Kofler                                                       | Kamil Stoch                                                          | Anders Bardal                                                           |                        |